# Голдовичи
Голдовичи (укр. Голдовичі) — село в Ходоровской городской общине Стрыйского района Львовской области Украины.
Население по данным 2025 года составляет 75 человек. Население по переписи 2001 года составляло 121 человек. Почтовый индекс — 81720. Телефонный код — 3239.